# Maschere e pugnali
Maschere e pugnali (Cloak and Dagger) è un film del 1946 diretto da Fritz Lang.

## Trama
Dio ci aiuti se pensiamo di poter fare altre guerre senza distruggerci...

E Dio ci aiuti se non abbiamo l'intelligenza di mantenere la pace nel mondo.»
(Alvah Jasper)
L'azione si svolge durante la Seconda Guerra mondiale.
In un ristorante basco un ferroviere e il suo collega stanno trasmettendo un messaggio in Inghilterra su carichi di pechblenda inviati dalla Cecoslovacchia alla Germania. Improvvisamente fanno irruzione membri della Gestapo e i due vengono uccisi. Il messaggio è intercettato a Washington.
Un professore di fisica nucleare della Midwestern University, Alvah Jasper, è contattato dall'Office of Strategic Services, il servizio segreto di Washington, la cui attività di spionaggio è denominata “Maschere e pugnali”. C'è necessità di raccogliere informazioni sulle ricerche del Terzo Reich sull'energia nucleare. I nazisti stanno lavorando sulla bomba atomica, ma a che punto sono arrivati esattamente? Un inviato chiede al professore di accettare la pericolosa missione e di trasformarsi in agente segreto.
Jasper accetta e vola in Europa, in Svizzera, ad incontrare la dottoressa Katerin Loder, una celebre fisica ungherese, che si è rifugiata in questo paese sperando di sfuggire ai nazisti. Ma essi la tengono in pugno, minacciandola di uccidere ogni giorno dieci innocenti prigionieri, se non collabora. Dopo l'incontro fra i due, la Gestapo la fa sparire. Jasper riesce a conoscere il nascondiglio dove l'hanno portata da un'americana affascinante, che viaggia con cagnolino e alloggia nel suo stesso hotel, Ann Dawson. In realtà è anch'essa una spia nazista.
I liberatori della dottoressa arrivano troppo tardi: l'infermiera a guardia della prigioniera si accorge di essere stata scoperta e, prima di fuggire, uccide la donna. A questo punto non resta a Jasper che tentare di prendere contatto con uno scienziato italiano, il dottor Polda, in passato collaboratore della Loder, noto per le sue idee democratiche e ora inspiegabilmente a servizio dei fascisti.
In Italia Jasper viene affidato a un gruppo di partigiani, fra i quali c'è anche una coraggiosa ragazza, la bella Gina. Nell'incontro con il professor Giovanni Polda, Jasper apprende che anch'egli è sotto ricatto: i fascisti hanno nelle loro mani sua figlia Maria e la uccideranno se lui non lavora per loro; è continuamente sorvegliato da un agente dell'OVRA, Luigi.
I partigiani tentano di liberare la figlia di Polda, tenuta segregata in un albergo di Perugia, da cui invia al padre ogni settimana una cartolina che ne prova l'esistenza in vita. Jesper nell'attesa è ospite di Gina e, conoscendola, impara a stimarla e se ne innamora.
Tutto pare pronto per la liberazione della figlia di Polda, il loro ricongiungimento e la partenza per gli Stati Uniti. Purtroppo tragici imprevisti modificano il finale della vicenda: riusciranno a partire soltanto il vecchio professore e Jasper. Gina resta in Italia a continuare la lotta per la resistenza. Jasper promette che tornerà a guerra finita.

## Produzione
Il film fu prodotto dalla Warner Bros.

### Soggetto
Il film è tratto dal romanzo omonimo di Corey Ford e Alastair MacBain. Il ruolo del protagonista, ricoperto da Gary Cooper era stato offerto in precedenza a James Cagney che lo aveva rifiutato. Nei panni di Gina, partigiana italiana, debuttava a Hollywood l'attrice tedesca Lilli Palmer, fuggita dalla Germania nazista perché di religione ebraica per stabilirsi dapprima a Parigi e poi a Londra dove si era unita in matrimonio all'attore Rex Harrison.

### Finale
Il finale previsto originariamente venne censurato dalla Warner Bros. Racconta Fritz Lang a Peter Bogdanovich che un'intera bobina del film era stata tagliata:
«Nel finale originale, lo scienziato italiano muore per un attacco cardiaco sull'aeroplano e per il proseguimento della missione gli alleati devono affidarsi unicamente a una foto che ritrae lo scienziato insieme alla figlia, con una formazione montuosa molto particolare sullo sfondo. I servizi segreti americano e inglese si riuniscono e decidono: «Quella montagna può trovarsi soltanto in Baviera». Così si recano là (ho girato tutte queste cose, paracadutisti, tutto), trovano una pista d'atterraggio mimetizzata e poi un grande recinto di filo spinato elettrificato. Stanno molto attenti, anche se la corrente è già stata tolta. Trovano scatole di munizioni e così via – tutto abbandonato – e finalmente scoprono una grande caverna vuota. Tutti i macchinari sono spariti.[..] Un sergente viene a riferire che 60.000 prigionieri, costretti a lavorare come schiavi, sono stati trovati morti sotto la caverna. Gary Cooper esce e all'ingresso della caverna c'è un paracadutista – un giovane americano che mastica un filo d'erba. Il sole brilla, gli uccelli cantano. E Cooper dice qualcosa come: «Questo è l'Anno Uno dell'era atomica. Dio ci aiuti se pensiamo di poter nascondere questo segreto al mondo, e tenerlo per noi». E questo era il motivo per cui ho voluto fare il film. L'intera bobina fu tagliata. Non penso che esista più.»

## Distribuzione

### Prima
11 settembre 1946.

### Critica
Paolo Bertetto:
«Nonostante i tagli, il lavoro di Lang rimane. È una meditazione sulla violenza e la barbarie; è complotto e psicanalisi. Gioco di maschere e di false identità. Ci sono riferimenti alla realtà: il personaggio di Jasper è ispirato a Robert Oppenheimer. I registri toccati sono quelli popolari, feuilleton, romanzo d'avventura, melodramma, opera verista, cui fa esplicito riferimento il dialogo fra Jasper e Gina nell'appartamento. Gina paragona la situazione a quella raccontata nelle opere liriche. Gina inoltre è descritta come una musicista e questo l'accosta a Jasper, che è un matematico, perché implica l'equazione favorita di Lang: emozione-astrazione».
Stefano Socci:
«Il "tocco" di Lang colpisce all'improvviso, quando luci di taglio individuano chiavi e maniglie nel buio, dove le ombre impugnano una pistola, nel duello muto e spietato fra Jasper e Luigi, un pallone rimbalza e si ferma presso il cadavere del fascista: il regista si cita da M, nella passione per le cifre tonde, la giostra, gli specchi, nel recupero del clima esotico-avventuroso di Die Spinnen. Nella splendida intuizione del finale censurato, l'incubo dell'atomica e gli spettri dell'Olocausto si fondono con le tristi maestranze di Metropolis: sopra l'altero dominio della scienza, sotto gli schiavi, le segrete, i sepolcri».